# União das Freguesias de Britelo, Gémeos e Ourilhe
Die União das Freguesias de Britelo, Gémeos e Ourilhe ist eine portugiesische Gemeinde (Freguesia) im Kreis (Concelho) Celorico de Basto, Distrikt Braga, im Nordwesten Portugals.

## Geschichte
Die Gemeinde entstand im Zuge der Gebietsreform vom 29. September 2013 durch die Zusammenlegung der ehemaligen Gemeinden Britelo, Gémeos und Ourilhe.
Britelo wurde Sitz der neuen Verwaltung.

## Demographie

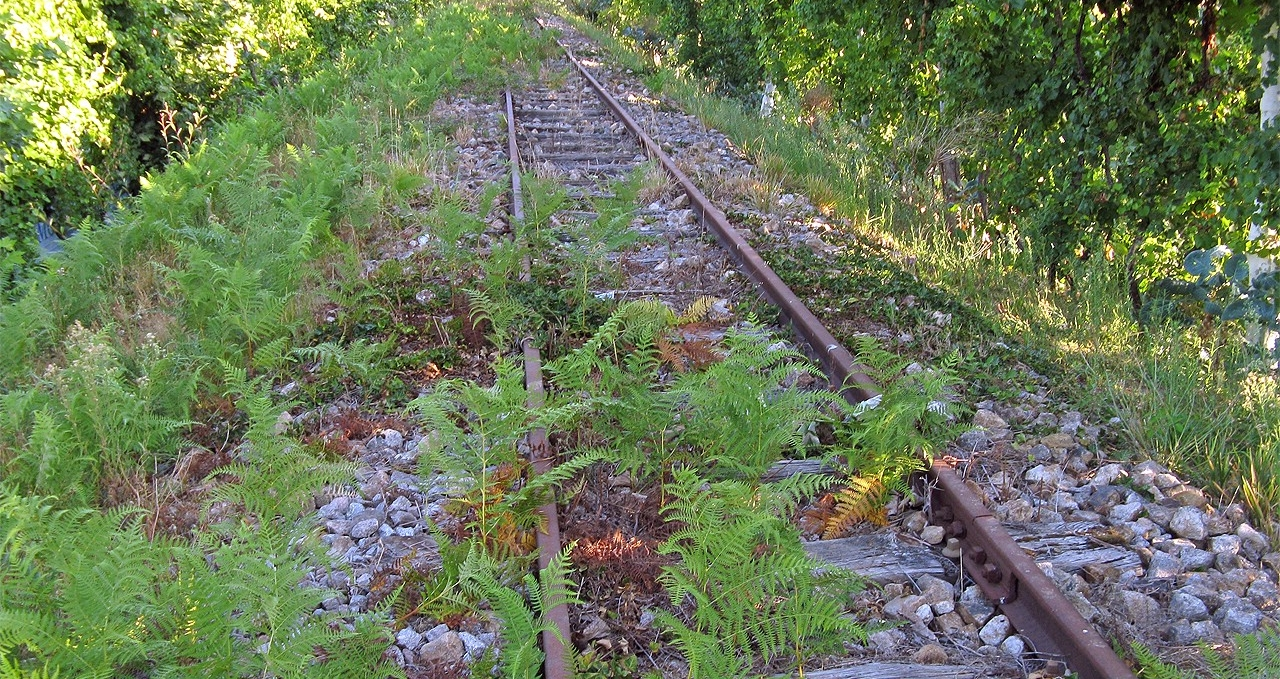
Stillgelegte Bahnstrecke bei Britelo

| Freguesia | Freguesia                 | Freguesia | Freguesia       | ehemalige Freguesias | ehemalige Freguesias | ehemalige Freguesias | ehemalige Freguesias |
| --------- | ------------------------- | --------- | --------------- | -------------------- | -------------------- | -------------------- | -------------------- |
| Wappen    | Freguesia                 | Einwohner | Fläche in (km²) | Wappen               | Freguesia            | Einwohner            | Fläche in (km²)      |
|           | Britelo, Gémeos e Ourilhe | 3431      | 17,17           |                      | Britelo              | 2561                 | 7,78                 |
|           | Britelo, Gémeos e Ourilhe | 3431      | 17,17           | Gémeos               | 645                  | 4,02                 |                      |
|           | Britelo, Gémeos e Ourilhe | 3431      | 17,17           | Ourilhe              | 456                  | 5,37                 |                      |